# Abdelaziz Bouteflika
Abdelaziz Bouteflika (Arabisch: عبد العزيز بوتفليقة, ʿAbd al-ʿAzīz Būtaflīqa) (Oujda, Marokko, 2 maart 1937 – Zéralda (Algiers), 17 september 2021) was een Algerijns politicus. Hij was van 27 april 1999 tot en met 2 april 2019 president van Algerije. Zijn familie is afkomstig uit de Algerijnse stad Tlemcen.

## Carrière
Na het secundaire onderwijs koos Bouteflika voor de richting filosofie. Hij gaf zijn studies echter vroegtijdig op toen hij zich aansloot bij het Front de Libération Nationale (FLN) en l'Armée de Libération Nationale (ALN).
Na de onafhankelijkheid van Algerije in 1962 maakte Bouteflika snel carrière dankzij de ondersteuning van Houari Boumédienne. In 1962 was hij Minister van Jeugd en Sport in de regering van Ahmed Ben Bella, en vanaf april 1963 leidde hij als interim-minister van Buitenlandse Zaken verschillende buitenlandse missies. In juni 1963 werd hij officieel benoemd als Minister van Buitenlandse Zaken, een post die hij behield tot 1979. In dat jaar nam hij ontslag nadat hij de strijd om de opvolging van president Houari Boumédiènne verloor. Van 1974 tot 1975 was hij tevens voorzitter van de Algemene Vergadering van de Verenigde Naties.
Hij was lid van de eerste wetgevende vergadering en werd als vertegenwoordiger van Tlemcen verkozen in zowel de eerste als de tweede uitvoerende vergadering. Na een congres in 1964 werd hij aangesteld als lid van de Partijraad en het politieke bureau van de FLN.
Na 1979 trok Bouteflika zich langzaam van het politieke toneel terug. Van 1981 tot 1987 verbleef hij buiten het land na beschuldigingen van corruptie door zijn politieke tegenstanders, die ertoe leidden dat hij uit het FLN werd gezet. Toen de beschuldigingen in januari 1987 nietig werden verklaard keerde hij terug naar Algerije. In 1989 nam hij deel aan een partijcongres van het FLN dat hem opnieuw benoemde tot lid van de partijraad.

## Presidentschap
In 1999 nam hij deel aan de presidentsverkiezingen die hij met een overweldigende meerderheid won. In zijn poging om de Algerijnse Burgeroorlog te beëindigen, verleende hij amnestie aan alle islamisten die kleine vergrijpen hadden gepleegd. Op 16 september 1999 sprak de Algerijnse bevolking zich overtuigd uit voor het vredesplan van de president, al bleven de terreuracties verdergaan. Op 8 april 2004 werd hij herkozen met 85 procent van de stemmen.
Bouteflika leek zijn tweede ambtstermijn te willen gebruiken om verzoening tot stand te brengen. Op 16 januari 2005 sloot de regering een akkoord met de Berbers over hun rechten. Op 29 september volgde een volksstemming over het plan tot verzoening met de islamisten. Een amnestie werd niet in het vooruitzicht gesteld, maar islamisten zonder zware vergrijpen konden rekenen op hulp bij hun re-integratie in de maatschappij. Het plan kreeg in het referendum massale steun van de Algerijnen. Bouteflika leed aan kanker en verbleef regelmatig voor medische behandelingen in Parijs.
In 2009 werd Bouteflika bij presidentsverkiezingen met ruim 90% wederom herkozen als president van Algerije. Na zijn overwinning beloofde hij de komende vijf jaar 150 miljard dollar (112,8 miljard euro) te investeren in de economie en drie miljoen nieuwe banen te creëren. Algerije kampt met een hoge werkloosheid, woningnood en corruptie.
Op 16 november 2013 maakte de partijleiding van de FLN bekend dat Bouteflika bij de presidentsverkiezingen van 17 april 2014 de presidentskandidaat van het FLN zou zijn. Op 22 februari 2014 deelde premier Abdelmalek Sellal op een persconferentie in Oran mee dat de kandidatuur van Bouteflika officieel was. Hij werd uiteindelijk met 75 procent van de stemmen herkozen.
In april 2013 kreeg Bouteflika een beroerte. Hij was voortaan aangewezen op een rolstoel. Door zijn zwakke gezondheid laaide tijdens zijn vierde ambtstermijn de discussie op over artikel 102 van de Algerijnse grondwet betreffende de belemmering tot regeren (État d'empêchement). In februari 2017 annuleerde de Duitse bondskanselier Angela Merkel haar bezoek aan Algerije, wellicht vanwege de bronchitis van de Algerijnse president. In die periode gaf Bouteflika geen publieke toespraken meer, en vertoonde hij zich zelden in het openbaar.
Ondanks zijn slechte gezondheid stelde hij zich in februari 2019 beschikbaar voor een vijfde termijn. De presidentsverkiezingen zouden op 18 april gehouden worden. Het bericht leidde tot onlusten in het land. Tienduizenden demonstranten protesteerden in Algiers en andere steden. Ze uitten hun ontevredenheid over de hernieuwde kandidatuur van Bouteflika, maar ook over zijn broer Saïd en de elite van hoge militaire en zakenlui die de macht in handen hadden. Als gebaar beloofde Bouteflika, als hij herkozen zou worden, binnen een jaar een nationale dialoog te starten over hervormingen en een opvolger te zoeken. Desalniettemin hielden de protesten aan, waarop Bouteflika zich als kandidaat terugtrok en de presidentsverkiezingen uitstelde. Op 2 april 2019 kondigde Bouteflika onder druk van het leger aan per direct af te treden als president.
Abdelaziz Bouteflika overleed op 17 september 2021 op 84-jarige leeftijd thuis in Zéralda, een voorstad van Algiers.
- Bibliothèque nationale de France: cb115458232 (data)
- Gemeinsame Normdatei: 129153672
- International Standard Name Identifier: 0000 0001 1483 5218
- Library of Congress Control Number: no2001100860
- Nationale Bibliotheek van Tsjechië: jo20241236738
- Nationale Bibliotheek van Israël: 987007516736105171
- Nationale Bibliotheek van Polen: a0000003258182
- Nederlandse Thesaurus van Auteursnamen: 241180406
- Réseau des bibliothèques de Suisse occidentale: 02-A013956992
- Istituto Centrale per il Catalogo Unico: LIGV038704
- Système universitaire de documentation: 080877044
- Virtual International Authority File: 165556311
- WorldCat: E39PBJcBTHVvc3WxG693d7RkDq